# Jacques Lebreton
Pour les articles homonymes, voir Lebreton, Jacques Lebreton (homonymie) et Beaugé.
Jacques Lebreton (pseudonyme de Jacques Beaugé) est un écrivain français, né le 9 février 1922 à Paris 7e arrondissement et mort le 2 avril 2006 à Paris 7e.

## Biographie
Septième d’une famille de neuf enfants, il passe son enfance au Relecq-Kerhuon au manoir familial de Lossulien.
Au début de la Seconde Guerre mondiale, dès l’été 1940, il s’engage dans les Forces françaises libres à Londres avec son frère Henri (1920-2015), devenu par la suite Compagnon de la Libération. Il est au 1er régiment de marche de spahis marocains quand il est très gravement blessé le 5 novembre 1942, dans le désert de Libye après la seconde bataille d'El Alamein. Une grenade passée par un camarade et dégoupillée par erreur lui explose dans les mains : il perd ses mains et devient aveugle.
Il travaille par la suite dans une association pour handicapés et entame un cheminement spirituel qui le conduit à devenir diacre en 1974. Il donne des conférences, témoigne dans les collèges et lycées, manifeste sa joie de vivre et que le seul handicap est d’être amputé de Dieu.

## Œuvres

### Ouvrages
- Sans yeux et sans mains, Paris, Casterman, 1966  (ISBN 2-203-21113-X).
- Sans les mains, 1972.
- Celui qui croyait à ses yeux et à ses mains, Paris, 1985.
- Témoins de l’invisible, Nouvelle Cité, 1985  (ISBN 2-85313-100-9).
- La pire des infirmités c’est de se couper de Dieu, Mesnil-Saint-Loup, Éd. du Livre ouvert, 1994, 60 p.  (ISBN 2-907429-36-1).
- Pour toi qui as soif, avec Françoise Lemaire, Paris, Le Sarment-Fayard, 1999, 259 p.  (ISBN 2-86679-266-1).
- Condamnés à l’espérance : testament spirituel, Presses de la Renaissance, 2004, 397 p.  (ISBN 2856169996).

### Prières
- Louange pour la délivrance [lire en ligne]
- Louange pour la Joie que Dieu donne [lire en ligne]

## Distinction
- Commandeur de la Légion d'honneur